# Carmen Tórtola Valencia
Tórtola  Valencia est un nom espagnol. Le premier nom de famille, en général paternel, est Tórtola ; le second, en général maternel, souvent omis, est Valencia.
Pour les articles homonymes, voir Tortola (homonymie) et Valencia.
Carmen Tórtola Valencia, née à Séville le 18 juin 1882 et morte le 13 février 1955 à Barcelone, est une danseuse, comédienne et chorégraphe espagnole.

## Biographie
De père catalan, Florenç Tórtola i Ferrer, et de mère andalouse, Georgina Valencia Valenzuela, Carmen Tórtola Valencia est originaire du quartier sévillan de Triana.
Elle emménage à l'âge de trois ans avec sa famille à Londres, puis dans l'État d'Oaxaca, au Mexique, où son père et sa mère décèdent, respectivement en 1891 et en 1894.

## Carrière professionnelle

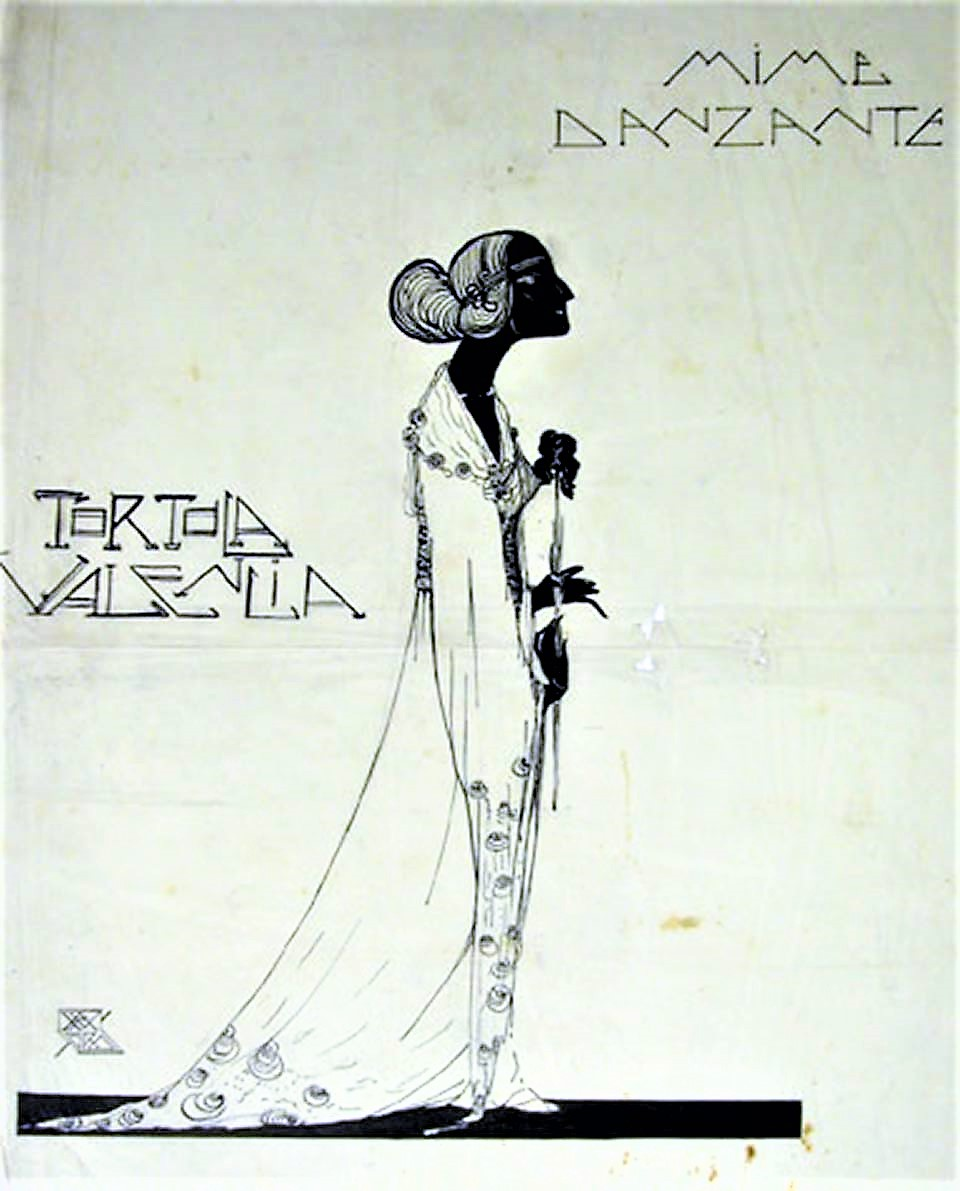
Caricaturée par le peintre mexicain Xavier Guerrero en 1918.

Spécialiste des danses orientales, elle s'intéresse aux danses africaines, arabes et indiennes, qu'elle réinterprète à sa façon.
Son succès est considérable dans toute l'Europe, notamment en 1908 au Gaiety Theatre de Londres et aux Folies Bergère de Paris, où elle connue comme La Belle Valencia auprès du public français.

Elle est également actrice. En 1915, elle travaille avec Raquel Meller à Barcelone, ainsi qu'à New York au Century Theatre.

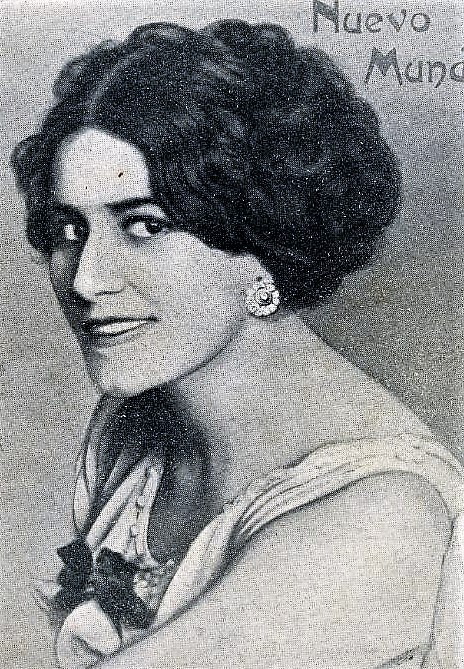
En Une de la revue espagnole Nuevo Mundo en 1912.

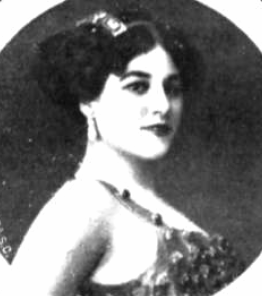
Portrait dans Mundo Gráfico, 1911

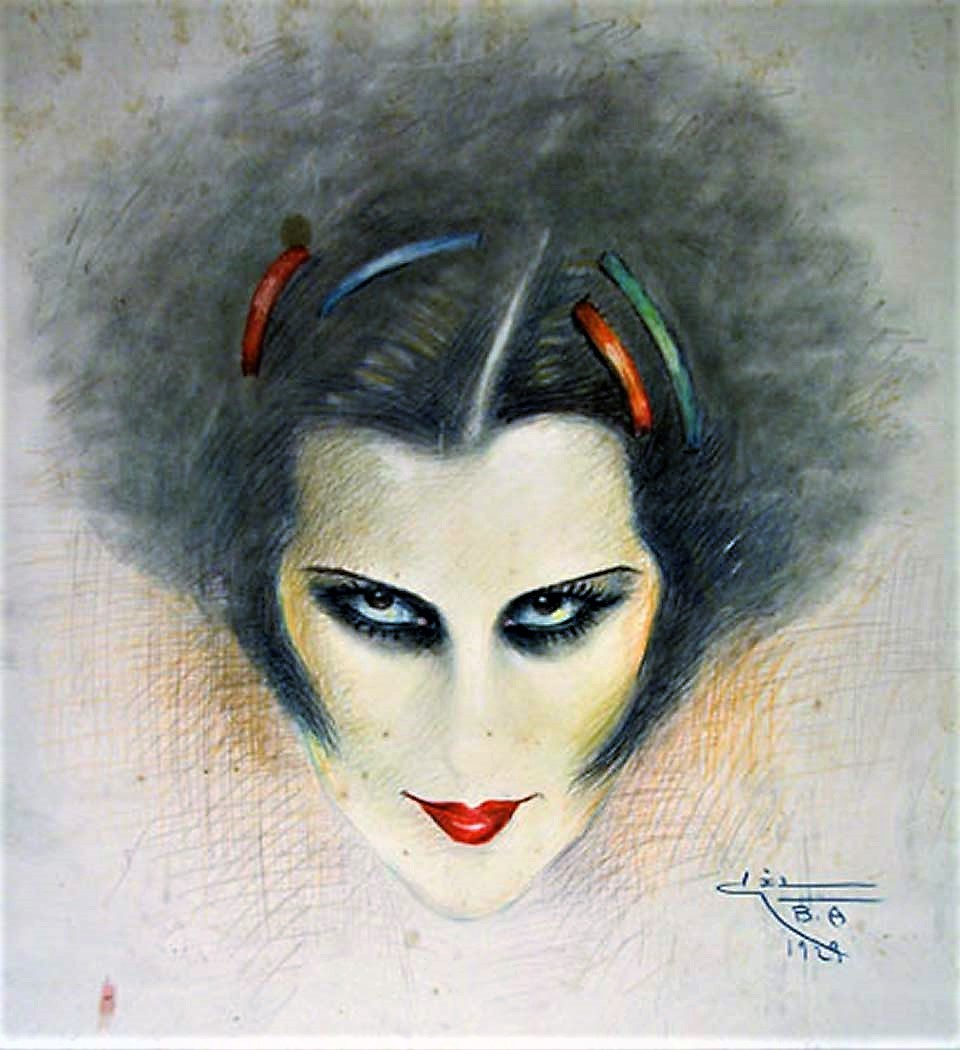
Portrait, par Gil, B.À

Appelée par les médias du continent La plus belle femme d'Europe, son indépendance est ressentie, dans son pays, comme une menace pour les valeurs traditionnelles de la société espagnole de l'époque d'avant la Seconde République.
Elle continue sa carrière librement, considérée comme une pionnière des droits des femmes dans les arts dans le monde d'alors, comme les danseuses Isadora Duncan et Loïe Fuller, dont elle fait la connaissance à Paris, ou encore comme la comédienne Sarah Bernhardt et l'écrivaine Virginia Woolf.
Elle est bouddhiste et végétarienne.
Surnommée dans les pays hispanophones La Maja de Myrurgia, elle effectue de 1921 à 1930 une grande tournée triomphale en Amérique latine.
En 1931, elle se déclare républicaine catalane et participe aux manifestations pour les droits des femmes à Barcelone, avec sa compagne, Ángeles Magret Vilá.
Elle décède sous la dictature franquiste, le 15 mars 1955, dans sa maison du quartier barcelonais de Sarrià, dans les bras d'Ángeles, la femme de sa vie.

## Postérité
- Son fonds est conservé à la Bibliothèque de Catalogne[20];
- Sa sépulture est située au cimetière du Poblenou de Barcelone[21], aux côtés de sa compagne Ángeles (Àngels Vila-Magret)[22].
- Une place porte son nom en sa mémoire, dans la ville de Barcelone, dans le district de Sarrià-Sant Gervasi[23].